# Holstheide
De Holstheide is een straatnaam en een heuvel in de Belgische provincie Vlaams-Brabant gelegen in de omgeving van Sint-Agatha-Rode. 

## Wielrennen
De helling is onder andere opgenomen in de Brabantse Pijl en de recreatieve wielerroute Brabantse Pijlroute.